# Luiseninsel
La Luiseninsel, ou île Louise en français, est une île au jardin paysager dans le plan d'eau du Großer Tiergarten, à 430 m de l'île Rousseau à Berlin en Allemagne. Au centre se trouve un mémorial dédié à la reine Louise en 1880.

## Histoire
En 1808, les citoyens de Berlin décident d'ériger un mémorial dédié à la reine Louise dans le sud-est du Tiergarten, où elle aimait aller se promener. Après le retour d'exil de Frédéric-Guillaume III et Louise de la province de Prusse-Orientale à Berlin le 24 décembre 1809, un autel ressemblant à une stèle avec un bol en marbre, créé par Johann Gottfried Schadow, est inauguré sur une petite île. Le jardinier prussien Justus Ehrenreich Sello aménage l'île. Depuis lors, l'île porte le nom de Luiseninsel.
Le 10 mars 1880, une statue en marbre de la reine, créée par le sculpteur Erdmann Encke, en direction du monument au roi Frédéric-Guillaume III, est présentée au public. Les monuments, entourés de treillis de fer, se trouvaient sur des places paysagées. Au sud de l'île, le 3 mai 1904, un monument en marbre du prince Guillaume est érigé par Adolf Brütt à la place de l'autel qui avait disparu.
La reconstruction du lieu avec les monuments est réalisée selon un plan traditionnel d'Eduard Neide (de) datant de 1880, on procède alors à des photographies historiques et des fouilles archéologiques du jardin. L'ensemble reçoit son apparence actuelle en 1987, lorsque le complexe est restauré à l'occasion du 750e anniversaire de Berlin.
Endommagé par les intempéries, l'original de la statue de la reine est déposé dans le musée lapidaire de Berlin (de) et, dans un premier temps, remplacé par une copie en béton.[Quand ?] La réalisation d'une copie en marbre, à l'occasion de l'année Louise de 2010, échoue en raison de son coût élevé et il est décidé de restaurer la statue originale qui est de nouveau installée sur l'île en 2013.